# 鏡城駅
鏡城駅（キョンソンえき、경성역）は朝鮮民主主義人民共和国咸鏡北道鏡城郡に位置する朝鮮民主主義人民共和国鉄道省平羅線の駅である。

## 歴史
- 1921年11月11日：朱乙駅として開業[1]。
- 日時不明：鏡城駅に改称。